# Portugal en los Juegos Paralímpicos de Atlanta 1996
Portugal estuvo representado en los Juegos Paralímpicos de Atlanta 1996 por un total de 35 deportistas, 29 hombres y seis mujeres.

## Medallistas
El equipo paralímpico portugués obtuvo las siguientes medallas:
| Nombre                                                   | Deporte   | Evento                   |
| -------------------------------------------------------- | --------- | ------------------------ |
| Oro                                                      |           |                          |
| José Domingos Ramião                                     | Atletismo | 400 m T10 masculino      |
| José Domingos Ramião                                     | Atletismo | 800 m T10 masculino      |
| Paulo de Almeida                                         | Atletismo | 1500 m T10 masculino     |
| Paulo de Almeida                                         | Atletismo | 5000 m T10 masculino     |
| José Carlos Macedo                                       | Bochas    | Individual C1 wad mixto  |
| Armando Costa José Carlos Macedo                         | Bochas    | Dobles C1 wad mixto      |
| Plata                                                    |           |                          |
| Paulo de Almeida                                         | Atletismo | 800 m T10 masculino      |
| João Alves Fernando Ferreira António Marques Pedro Silva | Bochas    | Equipo C1-C2 mixto       |
| Susana Barroso                                           | Natación  | 50 m espalda S3 femenino |
| Susana Barroso                                           | Natación  | 50 m libre S3 femenino   |
| Bronce                                                   |           |                          |
| Carlos Manuel Conceição                                  | Atletismo | 400 m T10 masculino      |
| Carlos Amaral Ferreira                                   | Atletismo | 10 000 m T10 masculino   |
| João Onofre                                              | Atletismo | Maratón T12 masculino    |
| Susana Barroso                                           | Natación  | 100 m libre S3 femenino  |